# Monadhliath Mountains
Monadhliath Mountains är en bergskedja i Storbritannien.   Den ligger i kommunen Highland och riksdelen Skottland, i den norra delen av landet, 700 km norr om huvudstaden London.